# 沖田愛加
沖田 愛加（おきた あいか、1997年2月14日 - ）は、日本のフリーアナウンサー、タレント、YouTuber。宮崎県延岡市出身。セント・フォース所属。

## 経歴
母親の影響でバレエに興味を持ち、幼少期から高校3年生までクラシックバレエに打ち込んだ。
延岡市立恒富中学校、宮崎県立延岡高等学校メディカル・サイエンス科を卒業後、明治大学理工学部に進学。
2016年に行われた明治ガールズコレクション2016でグランプリを獲得。
東京ガールズコレクション2017でセミファイナルに進出。
2017年12月より、セント・フォースの学生部門であるスプラウトに所属。
篠原梨菜の後任として2018年4月7日から2019年9月28日までフジテレビ系『めざましどようび』のお天気キャスターを務めた。
身長166cm、体重48kg。スリーサイズB80-W63-H86。血液型A型。
2020年9月17日にYouTubeチャンネルを開設。

## 出演

### テレビ番組
- めざましどようび（フジテレビ、2018年4月7日 - 2019年9月28日） - 10代目お天気キャスター
- MY BEST WAY（BSテレ東、2020年1月14日 - 2020年2月4日）
- めざとく（フジテレビ「めざましどようび」インフォマーシャル、2020年10月 - ）
- 1周回って知らない話 黒柳徹子＆トシちゃん芸能界70年の裏側をすべて告白SP（日本テレビ、2023年10月25日）

### ラジオ番組
- gee up sprout（FM salus）

### その他
- 週刊スピリッツ 2018年40号 巻頭グラビア[4]
- 神奈川県警麻生署 一日署長 2018年9月26日[5]

## 人物
尊敬する人物は母親。
憧れの人物は真矢ミキ、桐谷美玲。
ラーメンが好きで、学生時代は日高屋でアルバイトをしていた。